# Теорема Коуза
Теорема Коуза (англ. Coase theorem) — теоретична модель, що описує економічну ефективність економічного розподілу або результату за наявності зовнішніх ефектів. Ця теорема є важливою, тому що, якщо це правда, висновок полягає в тому, що приватні особи можуть зробити вибір, який може вирішити проблему ринкових зовнішніх ефектів (екстерналій). Теорема стверджує, що якщо надання товару чи послуги призводить до зовнішніх ефектів і торгівля цим товаром чи послугою можлива, то торг приведе до результату, ефективного за Парето, незалежно від початкового розподілу прав власності. Ключовою умовою для такого результату є наявність досить низьких трансакційних витрат у процесі переговорів та обміну. Цю «теорему» зазвичай приписують лауреату Нобелівської премії Рональду Коузу (слід зазначити, що теорема Коуза не є теоремою в строгому математичному значенні).
На практиці численні ускладнення, включаючи недосконалу інформацію та нечітко визначені права власності, можуть перешкоджати цьому оптимальному коузівському рішенню. У своїй роботі 1960 року Коуз визначив ідеальні умови, за яких ця теорема може бути справедливою, а також стверджував, що реальні трансакційні витрати рідко бувають достатньо низькими для того, щоб забезпечити ефективні переговори. Отже, теорема майже завжди незастосовна до економічної реальності, але є корисним інструментом для прогнозування можливих економічних результатів.
Теорема Коуза вважається важливою основою для більшості сучасних економічних аналізів державного регулювання, особливо у випадку зовнішніх ефектів, і використовується юристами та правознавцями для аналізу та вирішення правових спорів. Джордж Стіглер узагальнив розв'язання проблеми екстерналій за відсутності трансакційних витрат у підручнику з економіки 1966 року в термінах приватних і суспільних витрат і вперше назвав це «теоремою». Починаючи з 1960-х років, з'явилася і продовжує зростати кількість літератури про теорему Коуза та її різноманітні інтерпретації, докази і критику.

## Теорема
Коуз розробив свою теорему, розглядаючи питання регулювання радіочастот. Конкуруючі радіостанції могли використовувати одні й ті ж частоти, а отже, заважати мовленню одна одної. Проблема, з якою зіткнулися регулятори, полягала в тому, як усунути перешкоди та ефективно розподілити частоти між радіостанціями. Коуз запропонував у 1959 році, що якщо права власності на ці частоти чітко визначені, то, зрештою, не має значення, чи заважають сусідні радіостанції одна одній, мовлячи в одній і тій самій смузі частот. Крім того, не має значення, кому надані права власності. Його аргументація полягала в тому, що станція, здатна отримати більший економічний прибуток від мовлення, матиме стимул платити іншій станції за те, щоб та не заважала.
За відсутності трансакційних витрат обидві станції уклали б взаємовигідну угоду. Не має значення, яка станція мала первинне право на мовлення; зрештою, право на мовлення дістанеться тій стороні, яка зможе використати його з найбільшою користю для себе. Звичайно, самі сторони будуть зацікавлені в тому, хто отримає право на мовлення спочатку, оскільки цей розподіл вплине на їхній добробут, але результат від того, хто буде вести мовлення, не зміниться, оскільки сторони торгуватимуться до того результату, який буде в цілому найбільш ефективним. Це контрінтуїтивне розуміння — що початкове надання прав не має значення, оскільки сторони врешті-решт досягнуть однакового результату — і є тезою Коуза про інваріантність.
Основна теза Коуза, викладена в його статті «Проблема суспільних витрат», опублікованій у 1960 році і цитованій під час присудження йому Нобелівської премії в 1991 році, полягала в тому, що трансакційними витратами не можна нехтувати, а отже, початковий розподіл прав власності часто має важливе значення. Як наслідок, один нормативний висновок, який іноді роблять з теореми Коуза, полягає в тому, що відповідальність повинна спочатку покладатися на тих суб'єктів, для яких уникнення витрат, пов'язаних з проблемою екстерналій, є найнижчим.
Проблема в реальному житті полягає в тому, що ніхто не знає заздалегідь, яке використання ресурсу є найбільш цінним, а також в тому, що існують витрати, пов'язані з перерозподілом ресурсів урядом. Інший, більш витончений, нормативний висновок, який також часто обговорюється в юриспруденції та економіці, полягає в тому, що уряд повинен створювати інституції, які мінімізують трансакційні витрати, щоб дозволити виправляти неправильний розподіл ресурсів якомога дешевше.
1. У випадку нульових трансакційних витрат, незалежно від того, як права були розподілені спочатку, переговори між сторонами призведуть до оптимального за Парето розподілу ресурсів.
2. У випадку ненульових трансакційних витрат, різні визначення розподілу прав призведуть до різного розподілу ресурсів.
3. Через існування трансакційних витрат, різні визначення та розподіл прав призведуть до розподілу ресурсів з різними вигодами. Таким чином, встановлення системи прав власності є основою для оптимізації розподілу ресурсів (до оптимального за Парето).

В умовах зовнішніх чинників такий самий ефективний результат може бути досягнутий без будь-якого державного втручання, якщо дотримуватись наступних припущень:
1. Права власності повинні бути чітко визначені
2. Транзакційні витрати повинні бути незначними або взагалі відсутніми
3. (Після 2.) Має бути мало постраждалих сторін (інакше трансакційні витрати на їх організацію стають занадто великими).
4. Не повинно бути впливу на багатство. Ефективне рішення буде однаковим, незалежно від того, хто отримає початкові права власності.

Теорема Коуза показує, що суть ринку полягає не в ціні, а в правах власності. Поки існують права власності, люди природно «домовлятимуться» про розумну ціну.

## Ефективність та універсальність
Оскільки Рональд Коуз спочатку не мав наміру формулювати якусь одну конкретну теорему, вільне формулювання теореми Коуза значною мірою стало результатом зусиль інших дослідників. Коуз спочатку дав поштовх у вигляді «контрінтуїтивного розуміння» того, що зовнішні ефекти обов'язково залучають більше, ніж одну сторону, яка бере участь у конфліктних діях, і що до них слід ставитися як до взаємної проблеми. У своїй роботі він досліджував взаємозв'язок між сторонами та їхньою конфліктною діяльністю, а також роль переданих прав/зобов'язань. Хоча точне визначення теореми Коуза залишається невирішеним, є два питання або твердження в рамках теореми: результати будуть ефективними і результати з точки зору розподілу ресурсів будуть однаковими незалежно від початкового розподілу прав/зобов'язань.

### Версія ефективності: за винятком транзакційних витрат, переважаючий результат буде ефективним
Умова нульових трансакційних витрат означає, що немає жодних перешкод для переговорів. Оскільки будь-який неефективний розподіл залишає невикористані контрактні можливості, розподіл не може бути контрактною рівновагою.

### Варіант незмінності: за винятком трансакційних витрат, переважатиме той самий ефективний результат
Ця версія відповідає судовим справам, на які посилається Коуз. Якщо ефективніше запобігти витоптуванню фермерських полів худобою за допомогою огорожі на фермі, ніж за допомогою огорожі для худоби, то результатом переговорів буде огорожа навколо фермерських полів, незалежно від того, чи переважають права жертви, чи права необмеженого випасу худоби. Подальші автори показали, що ця версія теореми не є в цілому вірною. Зміна розподілу відповідальності змінює розподіл багатства, що, в свою чергу, впливає на попит і ціни.

## Версія еквівалентності
У своїй дисертації в Каліфорнійському університеті в Лос-Анджелесі та в подальших роботах Стівен Н. С. Чунг (Steven N. S. Cheung, 1969) запропонував розширення теореми Коуза: за винятком трансакційних витрат, всі інституційні форми здатні забезпечити однаково ефективний розподіл ресурсів. Контракти, розширені ринки та коригуюче оподаткування однаково здатні інтерналізувати зовнішні ефекти. Для того, щоб бути логічно коректним, необхідно зробити деякі обмежувальні припущення. По-перше, побічні ефекти повинні бути двосторонніми. Це стосується випадків, які досліджував Коуз. Худоба витоптує поля фермера; будівля блокує сонячне світло до сусідського басейну; кондитер заважає пацієнтам стоматолога тощо. У кожному випадку джерело екстернальності співвідноситься з конкретною жертвою. Це не стосується забруднення загалом, оскільки жертв, як правило, декілька. Еквівалентність також вимагає, щоб кожна установа мала еквівалентні права власності. Права потерпілих у договірному праві відповідають правам потерпілих на розширених ринках і принципу «забруднювач платить» в оподаткуванні.
Незважаючи на ці обмежувальні припущення, версія еквівалентності допомагає підкреслити пігувіанські помилкиs", які мотивували Коуза. Піґувіанське оподаткування виявляється не єдиним способом інтерналізації екстерналій. Ринкові та контрактні інститути також слід розглядати, як і коригувальні субсидії. Теорема еквівалентності також є трампліном для головного досягнення Коуза — створення основ нової інституціональної економіки. По-перше, коузівський розв'язок з максимальною вартістю стає еталоном, за яким можна порівнювати інституції. А результат інституційної еквівалентності встановлює мотив для порівняльного інституційного аналізу і пропонує засоби, за допомогою яких можна порівнювати інституції (відповідно до їхньої здатності економити на трансакційних витратах). Результат еквівалентності також лежить в основі твердження Коуза (1937) про те, що межі фірми вибираються таким чином, щоб мінімізувати трансакційні витрати. Окрім «маркетингових витрат» використання зовнішніх постачальників та агентських витрат централізованого управління всередині фірми, було б байдуже, чи розміщувати компанію Fisher Body всередині чи поза межами General Motors.

## Застосування у договірному та деліктному праві США
Теорема Коуза використовується юристами та науковцями в галузі права для аналізу та вирішення спорів, що стосуються як договірного, так і деліктного права.
У договірному праві теорема Коуза часто використовується як метод оцінки відносної сили сторін під час переговорів та прийняття традиційного або класичного контракту, що укладається шляхом торгу.
У сучасному деліктному праві застосування економічного аналізу для визначення відповідальності за завдану шкоду популяризував суддя Другого окружного апеляційного суду Л. Хенд у своєму рішенні «Сполучені Штати проти компанії Carroll Towing Co.» (United States v. Carroll Towing Co.), 159 °F.2d 169 (2d. Cir. 1947). У рішенні судді Хенда йдеться про те, що відповідальність може бути визначена шляхом застосування формули
𝐵<𝑃𝐿, де:
𝐵 — тягар (економічний або інший) адекватного захисту від передбачуваних збитків,
𝑃 — ймовірність виникнення шкоди (або збитків) та
𝐿 — тяжкість спричиненої шкоди (збитків). Це рішення відчинило двері економічного аналізу в деліктних справах, не в останню чергу завдяки популярності судді Хенда серед науковців-правників.
У результаті наукові дослідження з використанням економічних моделей аналізу, зокрема теореми Коуза, продемонстрували, що коли трансакційні витрати мінімізовані або відсутні, юридичне привласнення відповідальності зменшується в значенні або зникає повністю. Іншими словами, сторони прийдуть до економічно ефективного рішення, яке може ігнорувати існуючі правові рамки.

## Приклади

### Збитки від стічних вод
Два власники володіють земельними ділянками на схилі гори. Ділянка власника А знаходиться вище за течією від ділянки власника Б, і існує значний, шкідливий стік з ділянки власника А на ділянку власника Б. Розглядаються чотири сценарії:
1. Якщо існує підстава для позову (тобто Б може подати позов проти А про відшкодування збитків і виграти його), а збитки становлять $100, тоді як вартість будівництва стіни, яка зупинить стік, дорівнює $50, стіна, ймовірно, буде збудована. Власник А витратить $50 і побудує стіну, щоб запобігти судовому процесу, в якому Б може вимагати відшкодування збитків у розмірі $100.
2. Якщо підстава для позову існує і збитки становлять $50, а вартість стіни — $100, то стіна не буде збудована. Власник Б може подати до суду, виграти справу, і суд зобов'яже власника А виплатити Б $50. Це дешевше, ніж насправді побудувати стіну. Суди рідко наказують особам робити або не робити певні дії: вони надають перевагу грошовим компенсаціям.
3. Якщо підстав для позову не існує, а збитки становлять $100, тоді як вартість стіни — $50, стіна буде існувати. Навіть якщо Б не зможе виграти позов, він або вона заплатить А $50 за будівництво стіни, тому що стіна коштує дешевше, ніж збитки від стоку.
4. Якщо підстав для позову не існує, а збитки становлять $50, тоді як стіна коштуватиме $100, стіна не буде побудована. Б не може виграти позов, а економічні реалії вимагають надто високих витрат на будівництво стіни.

Теорема Коуза вважає всі ці чотири результати логічними, оскільки економічні стимули будуть сильнішими за юридичні. Чистий або традиційний правовий аналіз передбачає, що стіна буде існувати в обох сценаріях, коли В має підстави для позову, і що стіна ніколи не буде існувати, якщо В не має підстав для позову.
1. Суд зобов'язує власника А обмежити свою діяльність.
2. Суд зобов'язує власника А виплатити компенсацію власнику Б.
3. Суд виплачує власнику А прибуток, який він отримав від спричинення стоку.
4. Суд відшкодовує власнику Б збитки, яких він зазнає від пропуску стоку.
5. Власник А сплачує Власнику Б збитки, яких він зазнає від пропуску стоку.
6. Власник Б сплачує Власнику А прибутки, які він отримує від спричинення стоку.

### Посадка грушевих дерев
Сім'я Джонсів садить груші на своїй ділянці, яка межує з ділянкою сім'ї Смітів. Сім'я Смітів отримує зовнішню вигоду від груш сім'ї Джонсів, оскільки вони збирають всі груші, що падають на землю на їхній стороні лінії власності. Ця вигода є зовнішньою, оскільки сім'я Смітів не платить сім'ї Джонсів за корисність, отриману від збирання груш, що впали, і, отже, не бере участі в ринковій трансакції з виробництва груш. Це призводить до того, що груші не виробляються, а це означає, що висаджується занадто мало грушевих дерев.
Припустимо наступне:
Можливі рішення для інтерналізації екстернальності: Застосовуючи теорему Коуза, виникають два можливих рішення для інтерналізації цього зовнішнього ефекту. Ці рішення можуть виникнути тому, що позитивні зовнішні вигоди чітко визначені, і ми припускаємо, що 1) трансакційні витрати є низькими; 2) права власності чітко визначені.
Зрозумівши, що сім'я Смітів отримує корисність від груш сім'ї Джонсів, сім'я Джонсів вважає несправедливим, що Сміти отримують корисність від того, що збирають груші, які падають з їхніх груш. Першим варіантом усунення зовнішніх ефектів може бути встановлення сітчастого паркану, який запобігатиме падінню груш на землю на боковій лінії власності Смітів, що автоматично зменшить граничну вигоду сім'ї Смітів до 0.
Другим варіантом для сім'ї Джонсів може бути встановлення витрат для сім'ї Смітів, якщо вони хочуть продовжувати отримувати корисність від своїх грушевих дерев. Скажімо, якщо сім'я Джонсів має МС у розмірі $25 за кожне вирощене дерево груші, то це дозволяє їм садити 3 дерева груші на рік (MB Джонсів = МС). Однак, якщо ці витрати покласти на Смітів, то оптимальна кількість груш, що вирощуються на рік, збільшиться до 4 (MB Джонса + MB Сміта = MC). Інтерналізуючи зовнішні ефекти, і сім'я Смітів, і сім'я Джонсів збільшують свою загальну корисність, збільшуючи виробництво з 3 груш на рік до 4. 5 доларів — це максимальна ціна, яку Сміти готові заплатити за додаткову, четверту, грушу, що означає, що їхня гранична вигода від посадки п'ятої груші дорівнюватиме 0.

### Приклад водогосподарських об'єктів Данії
Хоча теорема Коуза залишається здебільшого теоретичною, у 2012 році було опубліковано реальний приклад коузівського торгу в переговорах між водоканалами та фермерами в Данії. Данські водоканали намагалися укласти «добровільні угоди про вирощування сільськогосподарських культур з данськими фермерами». Деякі основні висновки з цього застосування теореми Коуза полягали в тому, що фермери намагалися отримати надмірну компенсацію, використовуючи свою інформаційну перевагу, що, в свою чергу, могло призвести до того, що водоканал припинив переговори. Крім того, оскільки асиметрична інформація включена до трансакційних витрат, використовуючи свою інформаційну перевагу, фермери затягнули переговори, продемонструвавши таким чином, що теорема Коуза є дуже чутливою до припущення про низькі трансакційні витрати.

## Критика

### Критика теореми
У своїх пізніх роботах Коуз сам висловлював розчарування тим, що його теорему часто неправильно розуміють. Дехто помилково вважав, що теорема означає, що ринки завжди досягатимуть ефективних результатів, коли трансакційні витрати є низькими, тоді як насправді він мав на увазі майже протилежне: оскільки трансакційні витрати ніколи не дорівнюють нулю, не можна вважати, що будь-яка інституційна структура обов'язково буде ефективною. Інші стверджували, що оскільки трансакційні витрати ніколи не дорівнюють нулю, уряд завжди повинен втручатися і регулювати, хоча Коуз вважав, що економісти і політики «схильні переоцінювати переваги, які дає державне регулювання». Насправді Коуз стверджував, що важливо завжди порівнювати альтернативні інституційні механізми, щоб побачити, який з них буде найближчим до «недосяжного ідеалу світу з нульовими трансакційними витратами».
Хоча більшість критиків ставлять під сумнів застосовність теореми Коуза, критику самої теореми можна знайти в роботі 1981 року критично налаштованого вченого-юриста Дункана Кеннеді, який стверджує, що початковий розподіл завжди має значення в реальності.
Це пов'язано з тим, що психологічні дослідження показують, що ціни попиту часто перевищують ціни пропозиції через так званий ефект володіння. По суті, людина, яка вже має право на земельну ділянку, швидше за все, попросить більше, щоб відмовитися від неї, ніж людина, яка починала без такого права. Справедливість цієї теоретичної критики на практиці розглядається в наступному розділі.
Додаткова критика теореми походить від нового інституційного економіста Стівена Н. С. Чуна (Steven N. S. Cheung), який вважає, що права приватної власності — це інститути, які виникають для зменшення трансакційних витрат. Існування прав приватної власності означає, що трансакційні витрати є ненульовими. Якщо трансакційні витрати дійсно дорівнюють нулю, то будь-яка система прав власності призведе до однакового та ефективного розподілу ресурсів, і припущення про наявність прав приватної власності не є необхідним. Отже, нульові трансакційні витрати і права приватної власності не можуть логічно співіснувати.
Нарешті, використовуючи теоретико-ігрову модель, було доведено, що іноді легше досягти згоди, якщо початкові права власності є нечіткими.

### Критика застосовності теореми

#### Трансакційні витрати
У самій роботі Рональда Коуза наголошується на проблемі застосування теореми Коуза: трансакції «часто є надзвичайно дорогими, достатньо дорогими в будь-якому випадку, щоб запобігти багатьом трансакціям, які були б здійснені у світі, де система ціноутворення працює без витрат» (Coase, 1960, перша частина VI). (Коуз, 1960 — перший абзац розділу VI.) Це не є критикою самої теореми, оскільки теорема розглядає лише ті ситуації, в яких немає трансакційних витрат. Натомість, це заперечення проти застосування теореми, яке нехтує цим важливим припущенням.
Отже, основна критика полягає в тому, що теорема майже завжди незастосовна в економічній реальності, оскільки реальні трансакційні витрати рідко бувають достатньо низькими, щоб уможливити ефективний торг. (Це висновок оригінальної роботи Коуза, який став «критиком» теореми. (Це був висновок оригінальної статті Коуза, що зробило його першим «критиком» використання теореми як практичного рішення). Неокейнсіанський економіст Джеймс Мід стверджував, що навіть у простому випадку, коли бджоли бджоляра запилюють посіви сусіднього фермера, коузіанський торг є неефективним (хоча бджолярі та фермери укладають контракти, і роблять це протягом деякого часу).
Економіст чиказької школи Девід Д. Фрідман стверджував, що той факт, що «такий видатний економіст, як Мід, вважав проблему зовнішніх чинників нерозв'язною без втручання держави, свідчить про те, що… коло проблем, до яких має відношення коузіанське рішення, може бути ширшим, ніж багато хто може припустити на перший погляд».
У багатьох випадках зовнішніх ефектів сторонами можуть бути один великий завод і тисяча землевласників, розташованих поруч. У таких ситуаціях, кажуть критики, трансакційні витрати зростають надзвичайно високо через фундаментальні труднощі укладання угод з великою кількістю осіб.
Однак трансакційні витрати є бар'єром не лише для ситуацій з великою кількістю залучених сторін. Навіть у найпростіших ситуаціях, коли беруть участь лише дві особи, соціальні витрати можуть підвищити трансакційні витрати до необґрунтовано високого рівня, що унеможливить застосування коузіанського методу переговорів. Як описав економіст Джонатан Грубер у 2016 році, існують сильні соціальні норми, які часто заважають людям торгуватися в більшості повсякденних ситуацій. Незалежно від того, чи це незручність обміну, чи страх значно недооцінити чиїсь права власності, трансакційні витрати можуть бути досить високими навіть у найпростіших взаємодіях, де можна було б використати теорему Коуза.

#### Проблема призначення
Грубер описав три додаткові проблеми, пов'язані зі спробами застосувати теорему Коуза до реальних ситуацій. Перша з них відома як проблема призначення (англ. assignment problem) і полягає в тому, що для більшості ситуацій із зовнішніми ефектами важко визначити, хто може бути відповідальним за зовнішній ефект, а також хто насправді страждає від нього. У випадку забрудненої річки, яка зменшує популяцію риби, як це описано Коузом, як залучені сторони можуть визначити, які заводи могли спричинити забруднення, що конкретно зашкодило рибі, або чи були якісь природні фактори, які втрутилися в цей процес. І навіть якщо можна визначити, хто саме несе відповідальність і кому завдано шкоди, точна кількісна оцінка цих наслідків є дуже складною. Людям нелегко перевести свій досвід у грошовий вираз, і вони, швидше за все, переоцінять шкоду, якої зазнали. У той же час, забруднювачі, ймовірно, недооцінюють частку зовнішніх ефектів, за які вони несуть відповідальність.

#### Критика з позиції теорії ігор: утримання, проблеми фрірайдерів, припущення про повну інформацію
По-друге, в ситуаціях, коли правами власності володіють декілька сторін, коазіанський торг часто зазнає невдачі через проблему утримання. Після того, як всі власники, окрім одного, прийняли коузівське рішення, останній може вимагати більшої компенсації від протилежної сторони, щоб розлучитися з правом власності. Знаючи про це, інші власники мають стимул також вимагати більшу компенсацію, що призводить до розгортання переговорного процесу.
Нарешті, якщо лише одна сторона володіє правами власності (щоб уникнути проблеми утримання), коузівські переговори все одно зазнають невдачі через проблему фрірайдерства. Коли кілька сторін з іншого боку отримують приблизно однакову вигоду від результатів переговорів, то кожна зі сторін має стимул для фрірайдерства, утримання своїх платежів і виходу з переговорів, оскільки вона все одно може отримати вигоду незалежно від того, чи зробить вона фінансовий внесок, чи ні. У 2016 році Еллінгсен і Пальцева змоделювали ігри з переговорів про укладення контрактів і показали, що єдиний спосіб уникнути проблеми «фрірайдерів» у ситуаціях з кількома сторонами — це забезпечити обов'язкову участь, наприклад, за допомогою судових рішень.
У 2009 році у своїй фундаментальній статті для JEI Хейнел і Ширан виділили кілька основних помилкових інтерпретацій і поширених припущень, які, якщо їх врахувати, суттєво знижують застосовність теореми Коуза до реальних політичних та економічних проблем. По-перше, вони визнають, що рішення між єдиним забруднювачем і єдиною жертвою — це переговори, а не ринок. Як таке, воно є предметом обширної роботи з торгових ігор, переговорів та теорії ігор (зокрема, гри «розділити пиріг» в умовах неповної інформації). Як правило, це призводить до широкого спектру потенційних рішень, які можуть бути досягнуті шляхом переговорів, що робить малоймовірним, що ефективним результатом буде обраний саме той, який буде обраний. Швидше за все, він буде визначатися безліччю факторів, включаючи структуру переговорів, ставки дисконтування та інші фактори відносної сили переговорів (див. Аріель Рубенштейн).
Якщо переговори не є грою з одним пострілом, то може виникнути ефект репутації, який може суттєво спотворити результати і призвести до провалу переговорів (див. Девід М. Крепс, також парадокс мережевих магазинів). По-друге, інформаційні припущення, необхідні для правильного застосування теореми Коуза з метою отримання ефективного результату, є повною інформацією — іншими словами, обидві сторони не володіють приватною інформацією, їхні справжні витрати повністю відомі не лише їм самим, але й одна одній, і що цей стан знань також є загальновідомим. Коли це не так, коузівські рішення передбачувано дають вкрай неефективні результати через викривлені стимули, а не «просто» трансакційні витрати.
Якщо забруднювач має право власності, він зацікавлений завищувати свої вигоди від забруднення, якщо жертва має право власності, вона також зацікавлена в тому, щоб спотворити інформацію про свої збитки. Як наслідок, в умовах неповної інформації (ймовірно, це єдиний стан знань для більшості реальних переговорів), коузівські переговори дають передбачувано неефективні результати.
Ханел і Ширан підкреслюють, що ці невдачі не пов'язані з поведінковими проблемами або ірраціональністю (хоча вони досить поширені (ультимативна гра, когнітивні упередження)), не пов'язані з трансакційними витратами (хоча вони також досить поширені), і не пов'язані з поглинаючими державами і неплатоспроможністю. Скоріше, вони пов'язані з фундаментальними теоретичними вимогами теореми Коуза (необхідними умовами), які, як правило, неправильно розуміють, і які, коли їх не дотримуються, систематично усувають здатність коузіанських підходів отримувати ефективні результати — блокуючи неефективні результати. Ханел і Ширан роблять висновок, що дуже малоймовірно, що умови, необхідні для ефективного коузіанського рішення, існуватимуть у реальних економічних ситуаціях.
Необмежений коузіанський торг ex post може також призвести до проблеми призупинення платежів ex ante. Таким чином, хоча часто стверджується, що коазіанський торг є альтернативою пігувівському оподаткуванню, існує думка, що в ситуації затримки платежів коазіанський торг може фактично виправдати податок Піґу.
Як альтернатива, може бути ефективним заборонити повторні переговори. Однак існують ситуації, в яких заборона на переукладання контрактів є небажаною.

### Критика теореми Коуза з позицій поведінкової економіки
На відміну від Ханела та Ширана, економіст Річард Талер підкреслює важливість поведінкової економіки для пояснення неможливості ефективного використання теореми Коуза на практиці. Талер модифікував свої експерименти з грою «Ультиматум» і показав, що люди більш зацікавлені в забезпеченні справедливості в переговорах, коли вони ведуть переговори про власну матеріальну власність, а не в абстрактному сенсі. Це свідчить про те, що на практиці люди не будуть готові прийняти ефективні результати, передбачені Коузом, якщо вони вважають їх несправедливими. Отже, хоча теорема Коуза припускає, що сторони, які втрачають права власності, повинні прагнути отримати власність відповідно до того, наскільки вони її цінують, в реальності це не часто трапляється. Наприклад, професор Ворд Фарнсворт описав, що після двадцяти спостережень за юридичними неприємностями жодна зі сторін жодного разу не спробувала домовитися за Коузом (як можна було б очікувати, щоб досягти найефективнішого результату) через злість на несправедливість необхідності торгуватися. Можливо, Коуз та його захисники просто розглядали це як нематеріальні трансакційні витрати, але це може бути необґрунтованим розширенням концепції трансакційних витрат.
Талер також надав експериментальні докази аргументу, що початковий розподіл має значення, висунутого Дунканом Кеннеді (як зазначалося раніше), серед інших. Коли студенти торгували жетонами, еквівалентними грошам, в результаті переговорів жетонами володіли ті студенти, які отримували найбільше грошей за жетон (за словами дослідників), як і передбачалося теоремою Коуза. Однак, коли студенти торгували майном (в даному випадку кружками), яке не було безпосередньо еквівалентним грошам, належного коузівського торгу не відбулося, як показано на сусідній діаграмі. Це пояснюється тим, що люди зазвичай демонструють ефект обдарованості, коли вони цінують щось більше, коли вони фактично володіють цим. Таким чином, теорема Коуза не завжди спрацьовує на практиці, оскільки початковий розподіл прав власності впливає на результат переговорів.

### Коузіанський торг за наявності піґувіанського оподаткування
Ян А. Маккензі та Маркус Ондорф провели дослідження коазіанського торгу за наявності піґувіанського оподаткування. Це дослідження випливає з поширеного в коузіанській концепції переконання, що пігулівське оподаткування створює викривлення, а отже, неефективність, замість того, щоб ефективно вирішувати проблему, про яку йдеться. Проведене дослідження показує, що за наявності вже існуючого піґувіанського оподаткування, коазіанський торг може бути кращим. Наслідками такої політики є регулювання як на федеральному рівні, так і на рівні штатів, а також екологічні судові процеси та відповідальність. Це пов'язано з існуванням подвійного регуляторного середовища.
Для того, щоб перевірити, чи гіпотеза про те, що коазіанський торг за наявності податку Пігувія є кращим за сценарій без оподаткування, Маккензі та Ондорф мали зробити певні припущення. По-перше, вони послабили припущення про розподіл прав власності, і таким чином по-новому поглянули на теорему Б'юкенена — Стабблайна — Тервея. Послабивши це припущення, вони дійшли висновку, що навіть за наявності пігулівського податку можна досягти підвищення ефективності. Створивши більш реалістичне середовище з розподілом прав власності, Маккензі та Ондорф помітили, що вигоди від коазіанського обміну зменшуються під впливом податку Пігувія. Крім того, їхнє дослідження також показує, що, можливо, попередньо існуючий податок може підвищити ефективність у випадку екологічних судових процесів та відповідальності за забруднення навколишнього середовища. Це пов'язано з тим, що він пом'якшує суперечки, а отже, зменшує загальні витрати на судові процеси.
Отже, підсумовуючи, можна сказати, що дослідження Маккензі та Ондорфа надає економічні аргументи на підтримку пігулівського оподаткування у випадку, коли існує потенціал для переговорів.